# Alsómotesic
Alsómotesic (szlovákul Dolné Motešice) Motesic településrésze, egykor önálló falu Szlovákiában, a Trencséni kerületben, a Trencséni járásban.

## Fekvése
Trencséntől 23 km-re délkeletre fekszik. Motesic központjától kb. 2 km-re délre található.

## Története
A 16. században Alsó- és Felsőmotesicként két falu állt ezen a területen.
A 18. század végén Vályi András így ír róla: „MOTESICZ. Alsó, és Felső Motesicz. Két tót falu Trentsén Várm. Alsónak földes Urai több Urak, Felsőnek pedig Motesiczky Uraság, a’ kinek Kastéllyával ékes, lakosaik katolikusok, és másfélék, fekszenek egymáshoz 1/4 órányira, földgyeik jók, vagyonnyaik külömbfélék.”
Fényes Elek 1851-ben kiadott geográfiai szótárában így ír a faluról: „Motesicz (Alsó), tót falu, Trencsén, az uj rend szerint Nyitra vmegyében, a szileziai országutban, 169 kath., 5 zsidó lak. Kath. paroch. templom. F. u. Moteseczky.”
1880-ban 158 lakosából 132 szlovák, 16 német, 2 magyar, 4 egyéb anyanyelvű  és 4 csecsemő volt. 1910-ben 144 lakosából 140 szlovák, 3 magyar és 1 német volt. A trianoni békéig Trencsén vármegye Báni járásához tartozott.
1960-ban egyesítették a két Motesicet.

## Neves személyek
- Alsómotesicen született 1792-ben Kostyál Ádám polgári és nemesi férfiszabó, szabómester, jelmezkészítő.

## Nevezetességei
- Nagyboldogasszony tiszteletére szentelt római katolikus temploma a 12. században épült.
- Nepomuki Szent János tiszteletére szentelt kápolnája 1767-ben épült.

## Lásd még
- Motesic
- Bánpetri
- Felsőmotesic